# Пенькі-Генриковські
Пенькі-Генриковські (пол. Pieńki Henrykowskie) — село в Польщі, у гміні Бжезіни Бжезінського повіту Лодзинського воєводства.
У 1975-1998 роках село належало до Скерневицького воєводства.